# Województwo szczecińskie (1975–1998)

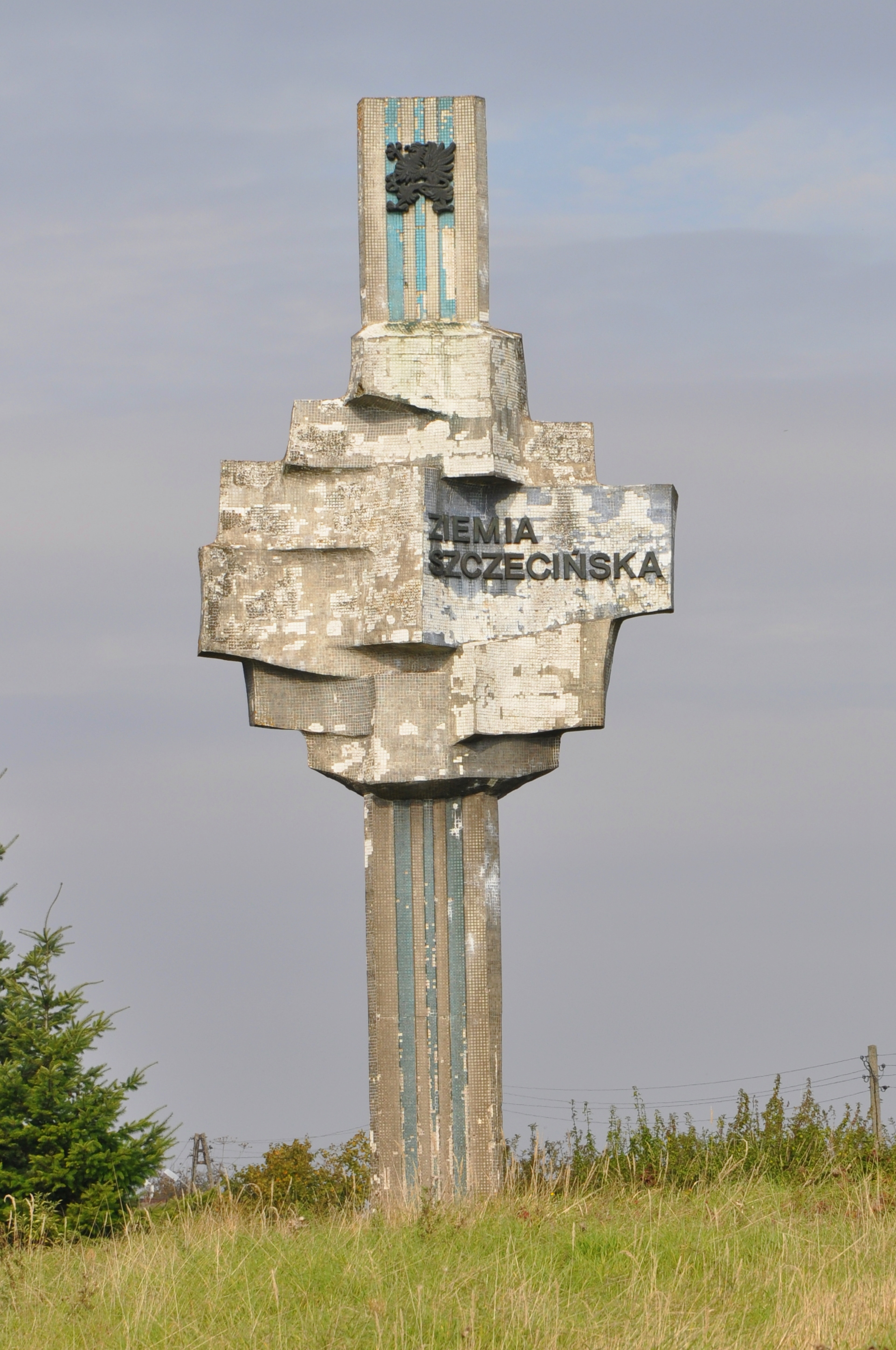
Witacz w przy granicy z woj. gorzowskim niedaleko Lipian.

Województwo szczecińskie – województwo ze stolicą w Szczecinie, jedno z 49 istniejących w latach 1975–1998.
Po kolejnej reformie administracyjnej w 1975 r. obszar województwa szczecińskiego zmniejszył się do 9981 km² (5. miejsce według powierzchni na 49 województw). Ludność województwa w 1994 r. wynosiła 989 tys. mieszkańców.
W 1975 r. województwo szczecińskie objęło 29 miast i 59 gmin.
W 1998 r. szczecińskie było podzielone na 31 miast i 51 gmin. Graniczyło z 2 województwami: od wschodu z koszalińskim i od południa z gorzowskim oraz od zachodu z NRD do 1990 r., później z Niemcami. W czasie istnienia województwa prawa miejskie w 1984 r. odzyskały Międzyzdroje, a w 1990 r. otrzymało Golczewo.
Z gmin województwa szczecińskiego utworzono następujące powiaty województwa zachodniopomorskiego: goleniowski, gryficki, gryfiński, kamieński, łobeski, policki, pyrzycki, stargardzki oraz powiaty grodzkie Szczecin i Świnoujście.

## Podział administracyjny
stan na 31 grudnia 1998 r.
| miasta - Cedynia - Chociwel - Chojna - Dobra (k. Nowogardu) - Dobrzany - Golczewo - Goleniów - Gryfice - Gryfino - Ińsko - Kamień Pomorski - Lipiany - Łobez - Maszewo - Mieszkowice - Międzyzdroje - Moryń - Nowe Warpno - Nowogard - Płoty - Police - Pyrzyce - Resko - Stargard Szczeciński - Suchań - Szczecin – stolica - Świnoujście - Trzcińsko-Zdrój - Trzebiatów - Węgorzyno - Wolin | gminy - gmina Banie - gmina Bielice - gmina Brojce - gmina Cedynia - gmina Chociwel - gmina Chojna - gmina Dobra (k. Nowogardu) - gmina Dobra (Szczecińska) - gmina Dobrzany - gmina Dolice - gmina Dziwnów - gmina Golczewo - gmina Goleniów - gmina Gryfice - gmina Gryfino - gmina Ińsko - gmina Kamień Pomorski - gmina Karnice - gmina Kobylanka - gmina Kołbaskowo - gmina Kozielice - gmina Lipiany - gmina Łobez - gmina Marianowo - gmina Maszewo | gminy c.d. - gmina Mieszkowice - gmina Międzyzdroje - gmina Moryń - gmina Nowe Warpno - gmina Nowogard - gmina Osina - gmina Płoty - gmina Police - gmina Przelewice - gmina Przybiernów - gmina Pyrzyce - gmina Radowo Małe - gmina Resko - gmina Rewal - gmina Stara Dąbrowa - gmina Stare Czarnowo - gmina Stargard Szczeciński - gmina Stepnica - gmina Suchań - gmina Świerzno - gmina Trzcińsko-Zdrój - gmina Trzebiatów - gmina Warnice - gmina Węgorzyno - gmina Widuchowa - gmina Wolin |

## Urzędy rejonowe
- Urząd Rejonowy w Gryficach dla gmin: Brojce, Dziwnów, Golczewo, Gryfice, Kamień Pomorski, Karnice, Płoty, Radowo Małe, Resko, Rewal, Świerzno i Trzebiatów
- Urząd Rejonowy w Gryfinie dla gmin: Banie, Cedynia, Chojna, Gryfino, Mieszkowice, Moryń, Stare Czarnowo, Trzcińsko-Zdrój i Widuchowa
- Urząd Rejonowy w Goleniowie dla gmin: Dobra, Goleniów, Maszewo, Nowogard, Osina, Przybiernów i Stepnica
- Urząd Rejonowy w Pyrzycach dla gmin: Bielice, Dolice, Kozielice, Lipiany, Przelewice, Pyrzyce i Warnice
- Urząd Rejonowy w Stargardzie Szczecińskim dla gmin: Chociwel, Dobrzany, Ińsko, Kobylanka, Łobez, Marianowo, Stara Dąbrowa, Stargard Szczeciński, Suchań i Węgorzyno oraz miasta Stargard Szczeciński
- Urząd Rejonowy w Szczecinie dla gmin: Dobra (Szczecińska), Kołbaskowo, Nowe Warpno i Police oraz miasta Szczecin
- Urząd Rejonowy w Świnoujściu dla gmin: Międzyzdroje i Wolin oraz miasta Świnoujście

## Największe miasta
Ludność 31 XII 1998
- Szczecin – 416 988
- Stargard Szczeciński – 73 753
- Świnoujście – 43 570
- Police – 35 100
- Goleniów – 22 621
- Gryfino – 22 435
- Gryfice – 18 037
- Nowogard – 17 309
- Pyrzyce – 13 247
- Łobez – 10 961
- Trzebiatów – 10 316

## Ludność w latach
| Rok                    | Liczba mieszkańców |
| ---------------------- | ------------------ |
| 1975 (31 grudnia)      | 853,7 tys.         |
| 1976 (31 grudnia)      | 866,7 tys.         |
| 1977 (31 grudnia)      | 878,3 tys.         |
| 1978 (spis powszechny) | 878 198            |
| 1978 (31 grudnia)      | 876,9 tys.         |
| 1979 (31 grudnia)      | 889,3 tys.         |
| 1980 (31 grudnia)      | 897,9 tys.         |
| 1983 (31 grudnia)      | 924,1 tys.         |
| 1985 (31 grudnia)      | 942,6 tys.         |
| 1986                   | 951 tys.           |
| 1987                   | 958,7 tys.         |
| 1988                   | 958 tys.           |
| 1989 (31 grudnia)      | 967,3 tys.         |
| 1990 (30 czerwca)      | 970,2 tys.         |
| 1990 (31 grudnia)      | 972,1 tys.         |
| 1991 (31 grudnia)      | 975,9 tys.         |
| 1992 (31 grudnia)      | 981,4 tys.         |
| 1993 (30 czerwca)      | 983,3 tys.         |
| 1994 (31 grudnia)      | 989,2 tys.         |
| 1995 (30 czerwca)      | 989,7 tys.         |
| 1995 (31 grudnia)      | 990,5 tys.         |
| 1997 (31 grudnia)      | 995,1 tys.         |